# Praça da República de Campo Grande
A Praça da República, conhecida também como Praça do Rádio, fica situada na região central da cidade de Campo Grande, entre as Ruas Pe. João Crippa, Pedro Celestino, Barão do Rio Branco e Avenida Afonso Pena.

## Anexos e monumentos
Monumentos
- Estátua de Vespasiano Barbosa Martins
- Monumento da imigração Japonesa: localizado na área central da Praça da República, o monumento foi construído em homenagem aos 70 anos da imigração japonesa, inaugurado no dia 26 de agosto de 1979. O monumento representa a maqueta de uma casa típica japonesa
- Placa de bronze alusiva a Pedro Pedra
- Espaço Monumento Infinito e Vibração Cósmica
- Concha Acústica Família Espíndola
- Parque infantil
- Quiosque da Arte: onde se pode comprar artesanatos.

## História
Em 1915 a área situada entre as ruas Padre João Crippa, Pedro Celestino, Barão do Rio Branco e av. Afonso Pena e era propriedade de Fernando Novaes, sendo concedida por aforamento perpétuo a Santo Antonio e Nossa Senhora Abadia. Destinado à construção da igreja matriz da cidade, permaneceu apenas como Praça da Diocese até a efetivação de permuta com a prefeitura para a construção do logradouro em 1961. Em 26 de agosto de 1962, a Praça da República foi inaugurada e em outubro de 1977, com a divisão do Estado, recebeu a denominação de Praça Presidente Ernesto Geisel, numa homenagem pela criação do novo Estado. Tornou-se a chamar Praça da República e, em 15 de outubro de 1997, passa à denominação de Praça do Radio Clube. Ao longo do tempo, foi ali implantado a estátua de Vespasiano Barbosa Martins, o Monumento da imigração Japonesa, placa de bronze alusiva a Pedro Pedra e o Espaço Monumento Infinito e Vibração Cósmica. Em maio de 2000, após revitalização, a praça recebe novo paisagismo além de palco, parque infantil e o quiosque da arte.